# Флаг республики Наталь

Флаг Колонии Наталь 1870-1910

Флаг республики Наталь представляет собой красно-синее полотно, разделённое белым равнобедренным треугольником, направленным остриём влево. Таким образом, цвета на флаге повторяют цвета флага Нидерландов, страны, переселенцами из которой являлись основавшие республику буры.
Флаг основан на красно-бело-синем триколоре, который использовался в Свеллендаме и Грааф-Рейнете в 1795 году, который, в свою очередь, был основан на флаге Нидерландов.